# Peter Friedrich (Politiker, 1942)
Peter Friedrich (* 10. März 1942 in Gera; † 20. Januar 2021 in Leipzig) war ein deutscher Politiker (SPD). Friedrich war von 1998 bis 2002 Mitglied des Deutschen Bundestags. Er zog als Direktkandidat im Wahlkreis Altenburg – Schmölln – Greiz – Gera-Land II in den Bundestag ein.

## Leben
Friedrich studierte Politische Ökonomie, Journalistik und Jura. Er arbeitete als Feinmechaniker, Krankenpfleger, Assistent und Rechtsanwalt.
Friedrich trat 1990 in die SPD ein, war von 1991 bis 1993 Unterbezirksvorsitzender der SPD Altenburg. Friedrich wurde 1992 Vorsitzender des Parteirates der SPD Thüringen. Von 1990 bis 1998 war er Mitglied und Vizepräsident des Thüringer Landtags. Von 1998 bis 2002 war er Mitglied des Bundestages. Am 13. September 2002, dem Tag der letzten Bundestagssitzung der Wahlperiode, legte er sein Mandat nieder. Es wurde kein Nachrücker ernannt, weshalb die Zahl der Abgeordneten kurzzeitig auf 665 schrumpfte.
Seit dem 26. Oktober 2009 war Friedrich 2. stellvertretender Vorsitzender des Verwaltungsrates der Sparkasse Altenburger Land.
Friedrich war verheiratet und hatte zwei Söhne.
Im Januar 2021 wurde Friedrich mit Covid-19 ins Altenburger Klinikum eingeliefert, wo er kurz darauf starb.